# 卡纳维拉尔角太空军基地
卡纳维拉尔角太空军基地（英語： Cape Canaveral Space Force Station；以下简称基地），隶属于美国太空軍第45航天联队，总部在帕特里克太空军基地附近。位于佛罗里达州卡纳维拉尔角，是东方实验靶场的主要部分。而帕特里克太空军基地为总部和45航天联队提供各种服务支持，包括机场，后勤服务及作为太空军基地的完整设施。卡纳维拉尔角太空军基地还有自己独立的机场，即卡纳维拉尔角空军基地降落滑道，跑道长10,000英尺（3,000），位于基地的发射复合体附近，为军方将重型大型卫星载荷送到基地。
卡纳维拉尔角太空军基地还有空军航天和导弹博物馆以供参观。
基地靠近NASA的肯尼迪航天中心，两处有桥梁和堤道相连接。

## 历史

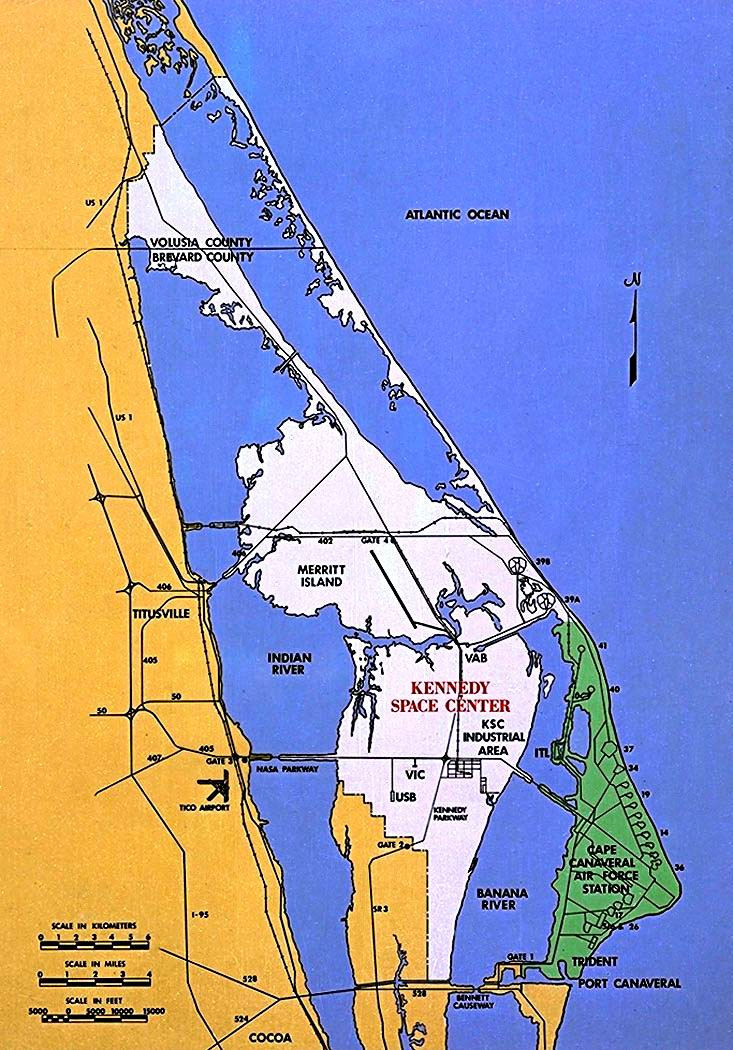
卡纳维拉尔角太空军基地(绿色部分)

基地区域在1949年前一直被美国政府使用，直到杜鲁门总统将这块地作为联合远距离靶场以供测试导弹之用。由于这块地东邻大西洋，而且比美国其他地区更靠近赤道，在此处发射的火箭会受益于地球离心力。
1948年6月1日，美国海军将从前的巴那那河海军空军基地转交给美国空军，1949年6月10日美国空军将之改名为联合远距离靶场试验基地(JLRPG)。1949年10月1日，联合远距离靶场试验基地从空军军备司令部划归空军联合远距离靶场试验场部分。1950年5月17日，基地改名为远程靶场试验基地，3个月后又改名为帕特里克空军基地以纪念梅森·帕特里克少将。1951年，空军成立空军导弹测试中心。
美国早期的亚轨道火箭发射都是1956年在卡纳维拉尔角进行。这些发射都是在白沙导弹靶场进行，如1954年5月24日的维京11号亚轨道发射后不久进行的。随着苏联第一颗人造卫星卫星一号的成功发射，美国也想于1957年12月6日在卡纳维拉尔角发射了自己的人造卫星。然而运载先锋三号的火箭在发射台上爆炸。随后的1958年，NASA成立，空军员工在基地为NASA发射导弹——红石导弹，木星中程弹道导弹，潘兴导弹，北极星导弹，雷神导弹，宇宙神火箭，大力神火箭及民兵导弹都是在该基地测试发射的。托尔火箭成为德尔塔火箭的原型。大力神系列(LC-15, 16, 19, 20)和宇宙神系列(LC-11, 12, 13, 14) 的发射基地沿海岸分部，在60年代被称为“导弹带”。
NASA的早期载人飞行水星計畫和雙子星計畫，准备由美国空军在LC-5，LC-14，LC-19发射场发射。
空军方面选择对大力神火箭进行改造以用于重型运载。随后便建造了40和41号发射场发射大力神3号和大力神4号。发射场刚好在肯尼迪航天中心南边。大力神3号的运载能力和土星1B号相同，但成本更低。40和41号发射复合体发射了防御侦查、通信、气象卫星及NASA的行星任务。空军曾计划用40和41号发射复合体进行空军载人航天计划，分别是动力滑翔飞行器（载人火箭，1963年取消）和载人轨道实验室（载人侦查空间站，1969年取消）。
1974-1977年，运力强劲的大力神-半人马座成为NASA的新型重型运载器，41号发射复合体发射了維京和旅行者系列航天器。该发射场后来用于发射由空军研制的更强大推力无人火箭大力神4号。
2020年12月9日，美國副總統彭斯宣佈更名為太空軍基地。

## 使用和局限
自1950年来陆续建造的47个发射场截止2008年只有四个还保持活跃，并且只有两个还将在未来使用。SLC-17是德尔塔二号的发源地。SLC-37和SLC-41现在经过改造分别发射德尔塔四号和宇宙神五号。这些运载器会代替早期全部的德尔塔，宇宙神和大力神系列火箭。SLC-47用来发射探空火箭。SLC-46由佛罗里达州当局保留作为未来航天发射场。SLC-40在2009年发射用于SpaceX的猎鹰9号火箭。
如果是地倾发射（地球静止轨道），因发射场地处28°27′N区域使其相对于其他靠近赤道的发射场略有劣势——卡纳维拉尔角的地球旋转速度是405 m/s，而欧洲圭亞那太空中心处的地球旋转速度是465 m/s；如果是高倾发射（极地轨道）则与纬度无关，然而卡纳维拉尔角不适合此种发射，因为发射轨迹会经过居住区，因此范登堡空军基地就起了替代作用。

## 图片

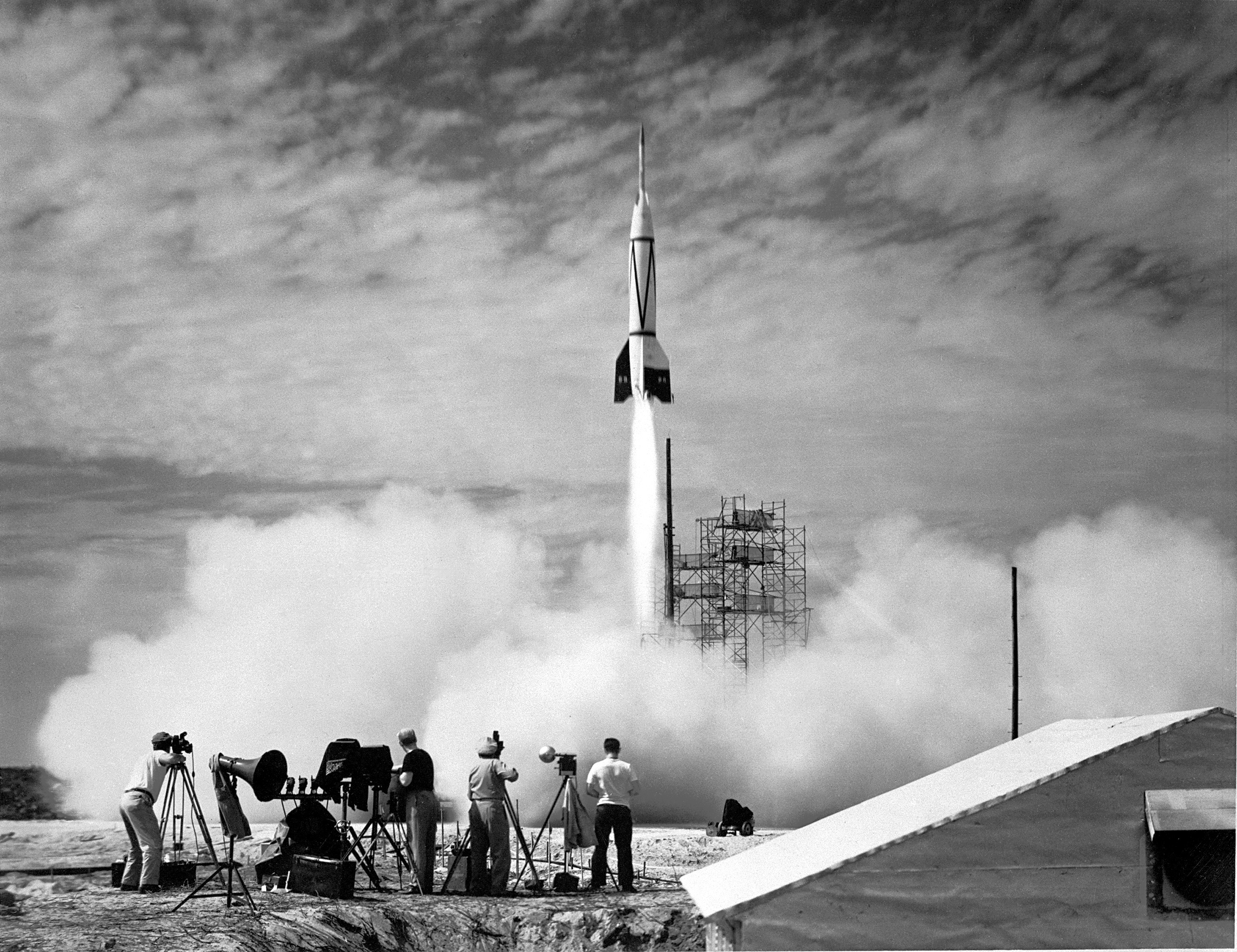
基地发射的第一枚导弹是1950年7月24日发射的巨物V-2
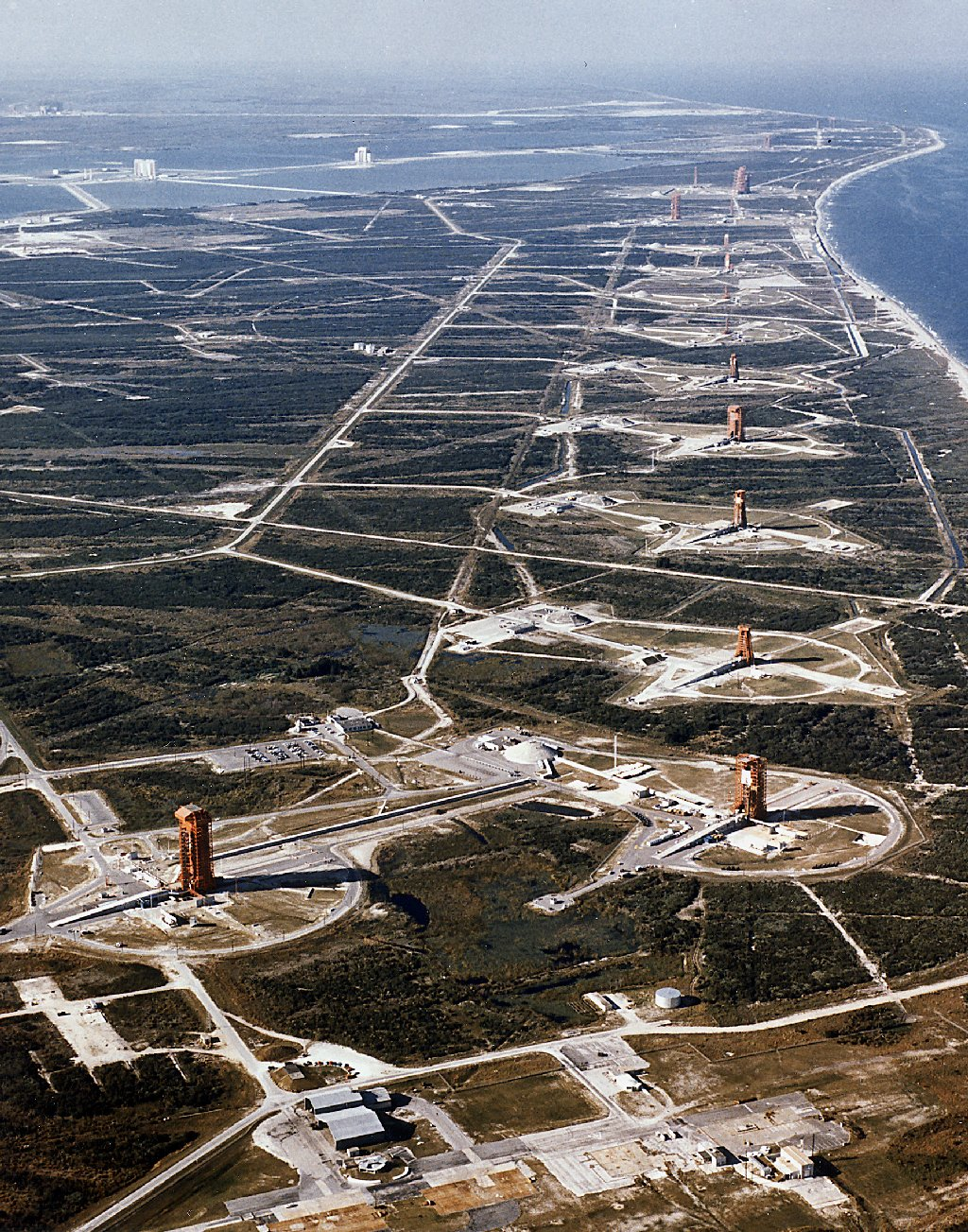
1960年代，向北看一排发射台
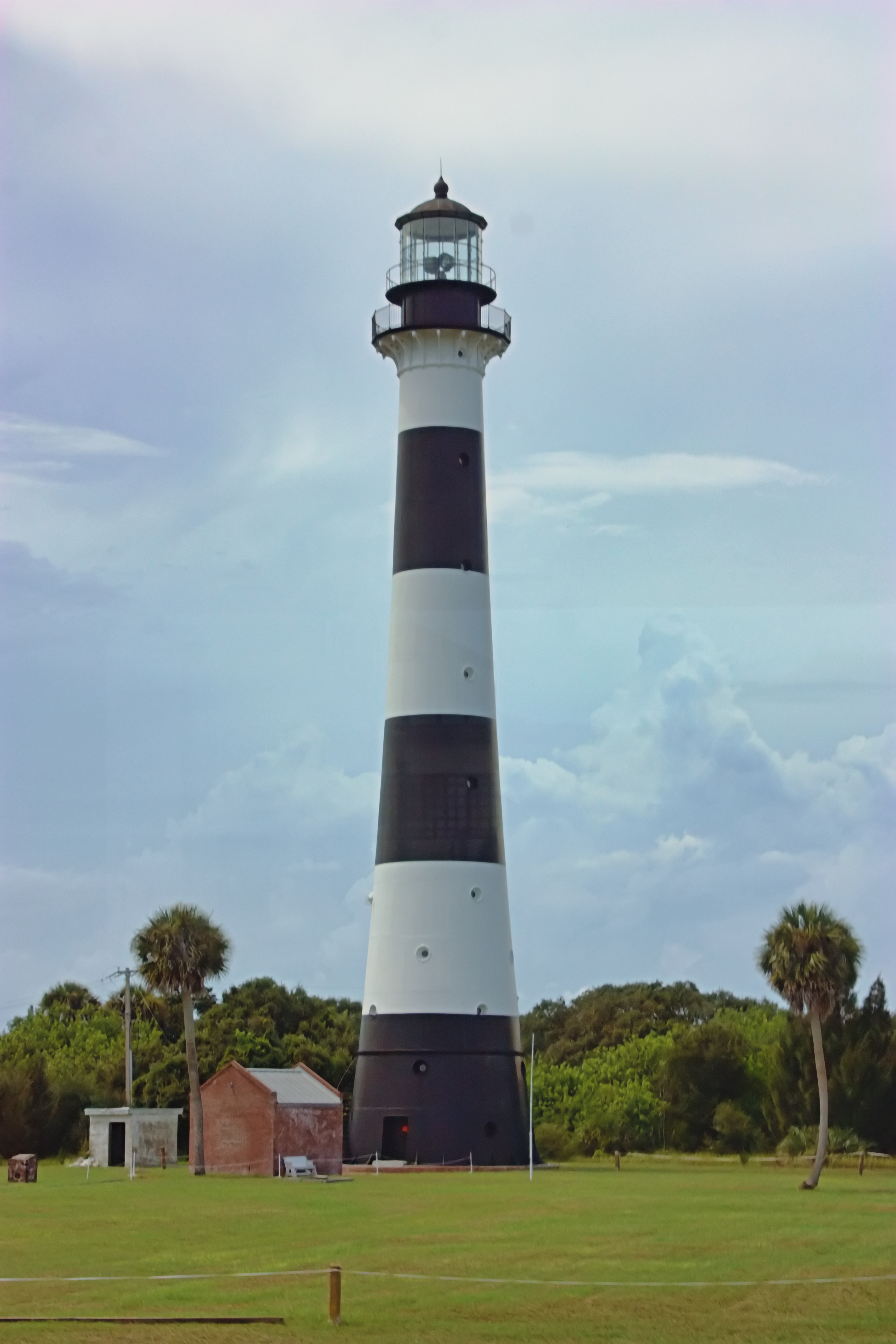
基地灯塔
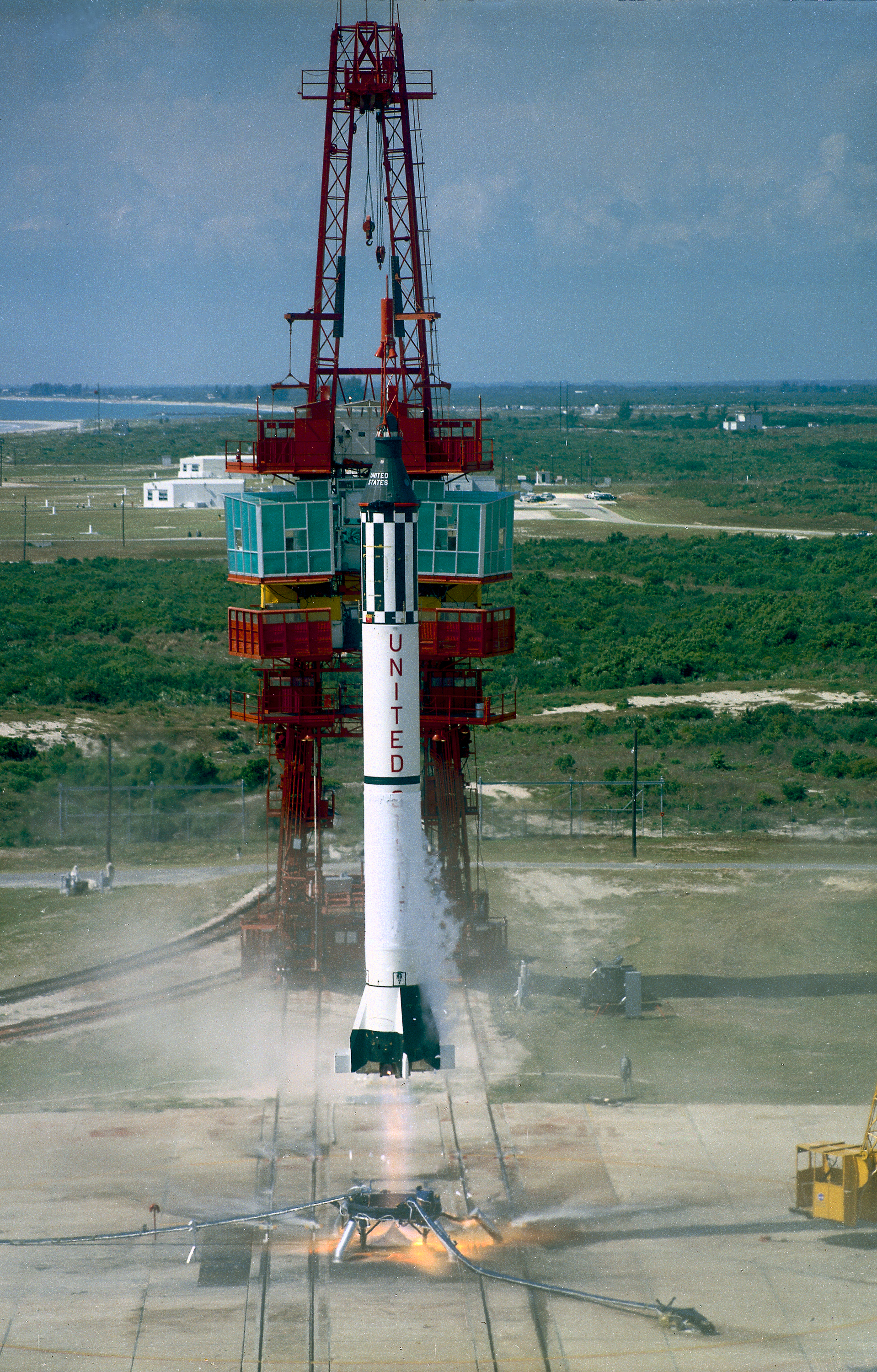
1961年5月5日，水星-红石3号于LC-5首次发射
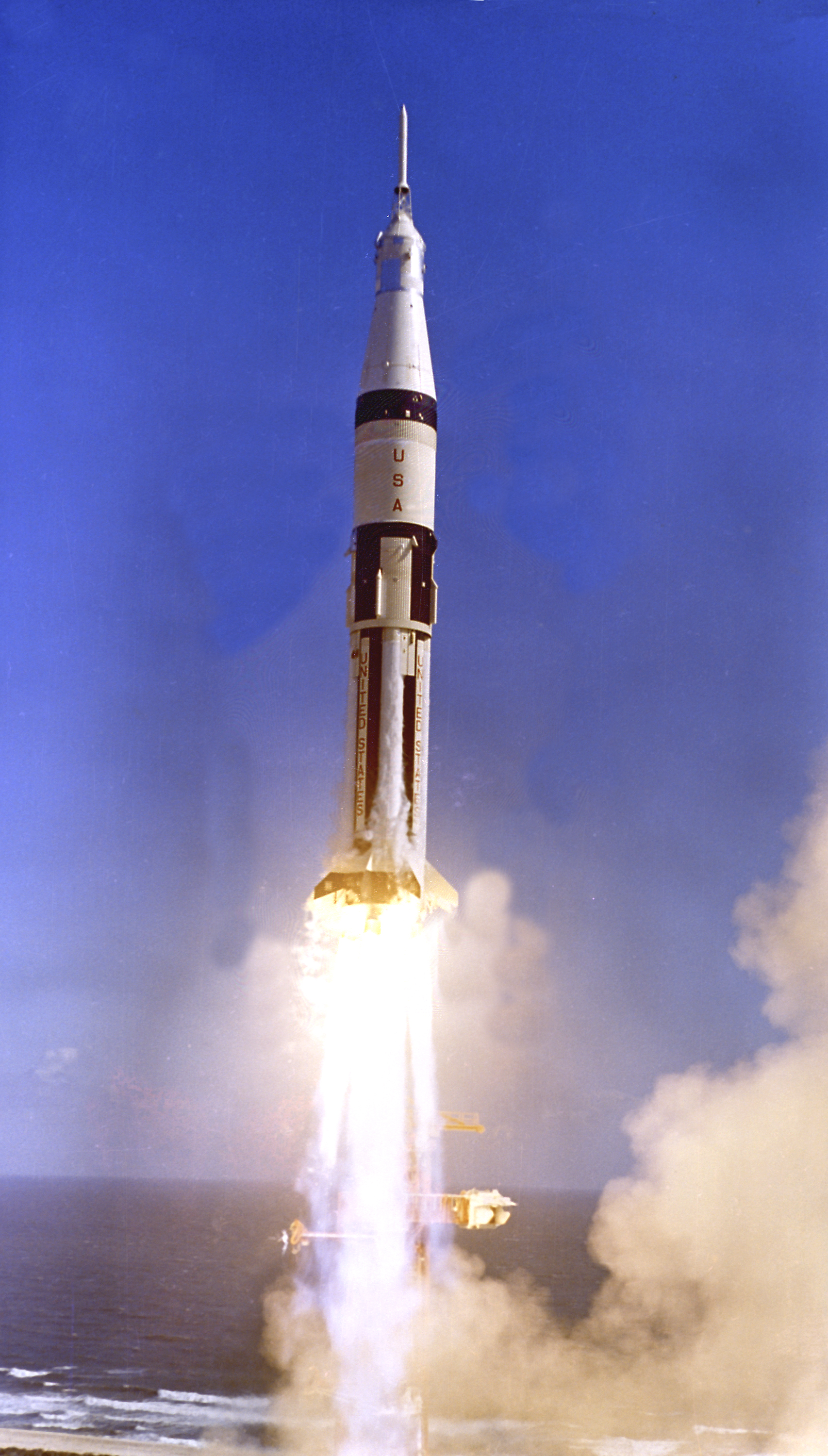
1968年，阿波羅7号/土星1B號運載火箭于LC-34发射
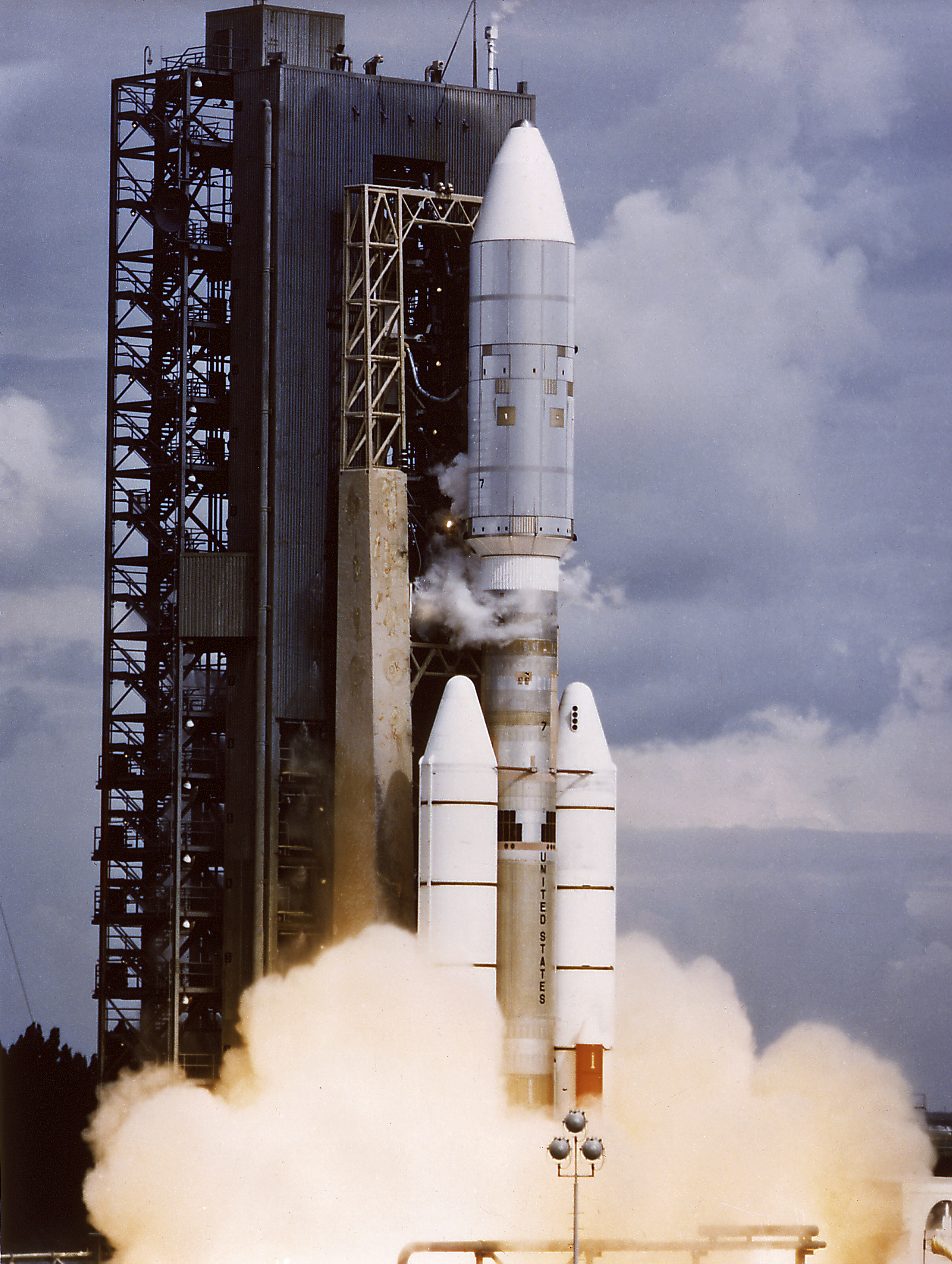
1977年，泰坦三號運載火箭E半人馬座火箭运载旅行者2号于LC-41发射升空
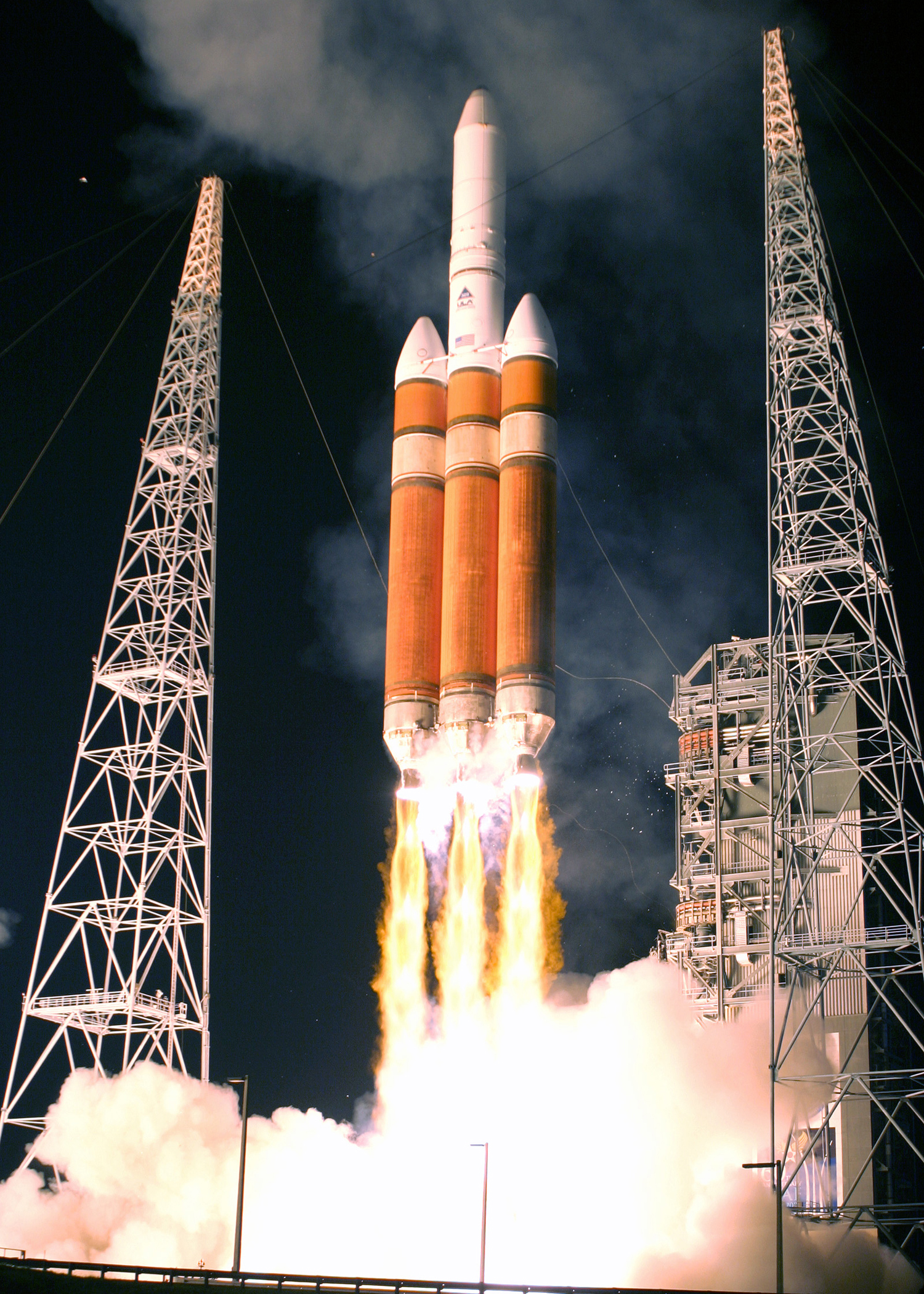
2007年，三角洲四號運載火箭首次于LC-37发射